# Batocnema coquerelii
Batocnema coquerelii es una polilla de la familia Sphingidae. Vuela en Madagascar, en las islas Aldabra y en las islas Comoro.
Es similar a Batocnema africanus, pero el patrón general comprende una serie mucho mejor desarrollada de bandas y parches. La parte superior de las alas posteriores tiene seis, en lugar de dos conspicuas rayas costales, la más apical de las cuales es pequeña, triangular y subapical.

## Subespecie
- Batocnema coquerelii coquerelii (Madagascar)
- Batocnema coquerelii aldabrensis - Aurivillius, 1909 (Aldabra Isla)
- Batocnema coquerelii anjouanensis - Viette, 1982 (Anjouan)
- Batocnema coquerelii comorana - Rothschild & Jordania, 1903 (Gran Comora)
- Batocnema coquerelii occidentalis - Griveaud, 1971 (Madagascar)